# Джесика Таунсенд
Джесика Таунсенд (на английски: Jessica Townsend) е австралийска писателка, авторка на бестселъри в жанра фентъзи.

## Биография и творчество
Джесика Мери Таунсенд е родена на 18 април 1985 г. в Калундра, Куинсланд, Австралия. Има по-голяма сестра. Израства в предградието Аруна на Съншайн Коуст. От малка е запалена читателка и фен на книгите на Джоан Роулинг. След завършване на гимназията работи като продавач на сувенири, а после като копирайтър и съредактор на детското списание за диви животни „Crikey!“ към Австралийския зоопарк на Стив Ъруин. В периода 2007 – 2009 г. се мести в Лондон, където е родена баба ѝ, и работи в кол център за застрахователни продажби. През 2013 г. отново отива в Лондон и в продължение на четири години работи като копирайтър за компании за пътувания и недвижими имоти. Заедно с работата си в продължение на 10 години пише първия си фентъзи ръкопис вдъхновена от историята и атмосферата на Лондон.
Първият ѝ роман „Невърмур: Изпитанията на Мориган Врана“ от фентъзи поредицата „Невърмур“ е публикуван през 2017 г. Главната героиня, Мориган Врана, е прокълната, защото е родина на Срединощ, обвиняват я, че носи всякакви бедствия, и е обречена да умре в полунощ на единайсетия си рожден ден. Но точно в този ден странникът Юпитер Норт я отвежда в таен вълшебен град, наречен Невърмур, за да участва в състезание за място в най-престижната организация на града: Чудното общество, но в пътя към успеха трябва да преодолее четири трудни и опасни изпитания. Книгата става бестселър и е удостоена с редица награди – за най-добра австралийска книга на годината, за най-добра детска книга, за най-добър дебютиращ писател и наградата „Ауреалис“. Издадена е в над 30 страни по света. Филмовите права са закупени от „20th Century Fox“.
Джесика Таунсенд живее в Съншайн Коуст, Куинсланд.

## Произведения

### Серия „Невърмур“ (NeverMoor)
- NeverMoor: The Trials of Morrigan Crow (2017)
Невърмур: Изпитанията на Мориган Врана, изд.: ИК „Бард“, София (2018), прев. Иван Иванов
- Wundersmith: The Calling of Morrigan Crow (2018)
Невърмур 2: Чудотворката Мориган Врана, изд.: ИК „Бард“, София (2019)
- Hollowpox: The Hunt for Morrigan Crow (2020)
Невърмур 3: На лов за Мориган Врана, изд.: ИК „Бард“, София (2020), прев. Иван Иванов
- Silverborn (2022)